# كاب دايركت
كاب دايركت CAB Direct هو مصدر مرجعي للعلوم الحياتية التطبيقية، ويشتمل على قاعدتي بيانات ببليوغرافية هما: ملخصات كاب CAB Abstracts و الأرشيف الصحي العالمي Global Health. ويُعد CAB Direct هو نقطة وصول لقواعد البيانات الببليوغرافية المتعددة التي تنتجها مكاتب الزراعة في الكومنولثCABI. تحتوي قاعدة البيانات هذه على أكثر من 11 مليون سجل ببليوغرافي، بما في ذلك 746 ألف مقالة نصية كاملة. ويتضمن أيضًا مراجعات للمنشورات جديرة بالملاحظة. وتشكل المقالات الإخبارية والتقارير أيضًا جزءًا من قاعدة البيانات المجمعة هذه. انتقلت CAB Direct الآن إلى منصة CABI الجديدة تحت اسم CABI Digital Library - الموطن الجديد لمحتوى أبحاث CABI.
في المملكة المتحدة، في عام 1947، أصبح اسم المكاتب الزراعية الإمبراطورية Imperial Agricultural Bureaux هو مكاتب الزراعة في الكومنولث Commonwealth Agricultural Bureaux أو اختصارًا CAB. في عام 1986، أصبحت مكاتب الزراعة في الكومنولث تُعرف باسم CAB International أو CABI.

## ملخصات CAB
ملخصات كاب أو CAB Abstracts هي قاعدة بيانات ببليوغرافية في مجال العلوم الحياتية التطبيقية تركز على المنشورات في مجال الزراعة، وهي ذات نطاق دولي. تحتوي على أكثر من 11 مليون سجل، وتغطي الفترة من عام 1973 إلى يومنا هذا، مما يضيف حوالي 360 ألف ملخص سنويًا. تغطي هذه الملخصات موضوعات الزراعة والبيئة والعلوم البيطرية والاقتصاد التطبيقي وعلوم الغذاء والتغذية. تغطي قاعدة البيانات القضايا الدولية في الزراعة والغابات والتخصصات ذات الصلة في العلوم الحيوية. تتضمن المنشورات المفهرسة من 120 دولة بـ 50 لغة، بما في ذلك الملخصات باللغة الإنجليزية لمعظم المقالات. تشمل التغطية منشورات المجلات والإجراءات والكتب ومجموعة كبيرة من السلاسل الزراعية. يجري أيضًا فهرسة التنسيقات الأخرى غير الدورية.

### أرشيف ملخصات CAB
أرشيف ملخصات كاب أو CAB Abstracts Archive هو قاعدة بيانات قابلة للبحث أنتجتها مكاتب الزراعة في الكومنولث CABI. يوجد بها 600 مجلد من الملخصات المطبوعة، وهي الأبحاث العلمية المجمعة والمنشورة من عام 1910 إلى عام 1972، ثم جرى رقمنتها لتشكيل الأرشيف الرقمي. تحتوي قاعدة بيانات الأرشيف هذه على أكثر من 1.8 مليون سجل تغطي الزراعة والطب البيطري والتغذية والبيئة. ويشمل موضوعات التغطية أيضًا التنوع البيولوجي، ومكافحة الآفات، والتلوث البيئي، وأمراض الحيوان (بما في ذلك الأمراض المشتركة بين الإنسان والحيوان)، والتغذية، وإنتاج الغذاء. وتشمل إدارة الموارد الطبيعية وتربية النباتات والحيوانات. جرى أيضًا فهرسة أرشيف ملخصات CAB في قواعد بيانات أخرى، والتي تعمل أيضًا كنقط وصول. قواعد البيانات الأخرى هي CAB Direct، وشبكة العلوم Web of Knowledge، ونت لايبراري EBSCOhost، و OvidSP، و Dialog.
يشتمل أرشيف ملخصات CAB على المجلات المطبوعة (الرقمية) التالية:
ملخصات تربية الحيوانات Animal Breeding Abstracts، ملخصات علوم الألبان Dairy Science Abstracts، ملخصات المحاصيل الحقلية Field Crop Abstracts،
ملخصات علوم الغابات Forestry Abstracts، ملخصات علوم البستنة Horticultural Science Abstracts، ملخصات علم الديدان الخيطية Nematological Abstracts،
ملخصات ومراجعات التغذية السلسلة أ: البشرية والتجريبية Nutrition Abstracts and Reviews Series A: Human and Experimental،
ملخصات ومراجعات التغذية، السلسلة ب: أعلاف الماشية والتغذية Series B: Livestock Feeds and Feeding،
ملخصات تربية النبات Plant Breeding Abstracts، مراجعة علم الحشرات الزراعية Review of Medical and Veterinary Mycology،
مراجعة علم الفطريات الطبية والبيطرية Review of Plant Pathology، مراجعة علم أمراض النبات Review of Plant Pathology،
مراجعة الحشرات الطبية والبيطرية Review of Medical and Veterinary Entomology، مراجعة أمراض النبات Review of Plant Pathology،
التربة والأسمدة Soils and Fertilizers، نشرة الطب البيطري الاستوائية Tropical Veterinary Bulletin، نشرة الطب البيطري Veterinary Bulletin
وملخصات الأعشاب Weed Abstracts.

### ملخصات الأعشاب
ملخصات الأعشاب الضارة Weed Abstracts، المستمدة من ملخصات CAB، هي قاعدة بيانات ملخصات تركز على الأبحاث المنشورة المتعلقة بالحشائش والأعشاب الضارة ومبيدات الأعشاب. يشمل ذلك علم الأحياء الخاص بالأعشاب الضارة، والذي يشمل مجالات بحثية تتراوح من علم الوراثة إلى علم البيئة، بما في ذلك الأعشاب الطفيلية والسامة والمسببة للحساسية والمائية. يتضمن التغطية الإضافية جميع المواضيع المتعلقة بمكافحة الحشائش، سواء في المواقف المتعلقة بالمحاصيل أو غير المتعلقة بالمحاصيل، وكذلك البحث في مبيدات الأعشاب، بما في ذلك تركيباتها، ومقاومة مبيدات الأعشاب، وتأثيرات بقايا مبيدات الأعشاب في البيئة. يُضاف قرابة 10 آلاف سجل إلى القاعدة البيانات هذه سنويًا.
يجري تحديث ملخصات الأعشاب أسبوعيًا بملخصات من المقالات الصحفية البارزة باللغة الإنجليزية ولغات أجنبية أخرى، والتقارير، والمؤتمرات والكتب حول الأعشاب الضارة ومبيدات الأعشاب. ويوجد تغطية من عام 1990 إلى يومنا هذا، مما يجعل إجمالي ملخصات الأبحاث المتاحة قرابة 130 ألف سجل.

## قاعدة بيانات الصحة العالمية
الصحة العالمية Global Health هي قاعدة بيانات ببليوغرافية تركز على المنشورات البحثية في قطاعات الصحة العامة وعلوم الصحة الطبية (بما في ذلك الممارسة). المعلومات (انظر مربع المعلومات أعلاه) مُفهرسة في أكثر من 7000 مجلة دورية أكاديمية، ومفهرسة من مصادر أخرى مثل التقارير والكتب والمؤتمرات. تحتوي قاعدة بيانات الصحة العالمية على أكثر من 4 ملايين سجل علمي منذ عام 1973 وحتى الوقت الحاضر، ويُضاف إليها قرابة 90 ألف سجل مفهرس وملخص سنويًا. جرى استخلاص المصادر من منشورات في 158 دولة مكتوبة بـ 50 لغة. وقد جرى ترجمة أي أوراق ذات صلة غير مكتوبة باللغة الإنجليزية إلى اللغة الإنجليزية. كما تُشكل الإجراءات وبراءات الاختراع وأوراق الأطروحات والمنشورات الإلكترونية والمصادر الأدبية ذات الصلة ولكن من الصعب العثور عليها جزءًا من هذه القاعدة البيانات.

### الأرشيف الصحي العالمي
الأرشيف الصحي العالمي Global Health Archive هو قاعدة بيانات قابلة للبحث أنتجتها CABI. يوجد بها أكثر من 800 ألف سجل، من ست مجلات ملخصة مطبوعة، والتي جرى جمعها من الأبحاث العلمية المنشورة من عام 1910 إلى عام 1972، ثم رقمنتها لتشكيل الأرشيف. ويجري أيضًا فهرسة الأرشيف الصحي العالمي في قواعد بيانات أخرى، والتي تعمل أيضًا كنقط وصول. قواعد البيانات الأخرى هي CAB Direct، وشبكة العلوم Web of Knowledge، ونت لايبراري EBSCOhost، و OvidSP، و Dialog.
وعند دمجها مع فهرسة قاعدة بيانات الأرشيف الصحي العالمي، يمكن أن تمتد التغطية من عام 1910 إلى يومنا هذا. ومن ثم، فإن التغطية تتكون تُغطي مجالات الأوبئة السابقة، ومعدلات وأنماط انتقال الأمراض، ومدة الأوبئة، وتوقيت الذروة الوبائية، والتوزيع الجغرافي للأمراض، واستعداد الحكومة وأحكام الحجر الصحي. يمكن أيضًا أخذ ما يلي في الاعتبار: التأثيرات على الفئات العمرية والاجتماعية المختلفة، والشدة في البلدان النامية مقابل البلدان المتقدمة، والأعراض، وأسباب الوفيات - مثل المشاكل الثانوية مثل الالتهاب الرئوي - ومعدلات الوفيات.

#### تغطية المجلات والموضوعات
تُشتق السجلات لهذه القاعدة البيانات من المجلات التالية على مدار سنوات معينة:
نشرة الأمراض الاستوائية Tropical Diseases Bulletin (1912-1983)،
ملخصات عن النظافة والأمراض المعدية Abstracts on Hygiene and Communicable Diseases (1926-1983)،
مراجعة الحشرات البيطرية والطبية Review of Veterinary and Medical Entomology (1913-1972)،
مراجعة علم الفطريات البيطرية والطبية Review of Veterinary and Medical Mycology (1943-1972)
ملخصات ومراجعات التغذية Nutrition Abstracts and Reviews (1931-1972)، وملخصات علم الديدان الطفيلية Helminthological Abstracts (1932-1972).
وتغطي موضوعات الصحة العامة والأمراض الاستوائية والمعدية والتغذية وعلم الطفيليات وعلم الحشرات وعلم الفطريات.

### نشرة الأمراض الاستوائية
نشرة الأمراض الاستوائية Tropical Diseases Bulletin هي قاعدة بيانات ببليوغرافية وملخصات تركز على الأبحاث المنشورة بشأن الأمراض المعدية والصحة العامة في البلدان النامية والمناطق الاستوائية وشبه الاستوائية. ويشمل ذلك مجالات البحث من علم الأوبئة إلى التشخيص، ومن العلاج إلى الوقاية من الأمراض، والطب الاستوائي، والجوانب ذات الصلة بطب المسافرين. تغطي الأبحاث المنشورة عن المرضى والسكان صحة السكان المهمشين مثل: المهاجرين واللاجئين والشعوب الأصلية.
تغطي الملفات السابقة الفترة من عام 1990 إلى يومنا هذا، وتُشكل قاعدة بيانات يمكن الوصول إليها تحتوي على قرابة 195 ألف ملخص ويُضاف إليها قرابة 11 ألف سجل سنويًا. تتوفر نشرة الأمراض الاستوائية بشكل شهري، كما تتوفر أيضًا نسخة مطبوعة منها. تحتوي هذه المجلة المطبوعة على فهرس للمؤلفين والموضوعات والسلاسل المذكورة. هناك نسخة مطبوعة حتى عام 1912. تعد النسخة الإلكترونية القابلة للبحث من هذه المجلة جزءًا من الأرشيف الصحي العالمي (انظر أعلاه).

## قاعدة بيانات البحوث العضوية
ترتكز قاعدة بيانات الفهرسة في البحوث العضوية Organic Research هذه على المنشورات العلمية المتعلقة بجميع المواضيع في الزراعة العضوية، في كل من المناطق المعتدلة والاستوائية. ويتضمن ذلك قضايا الاستدامة وخصوبة التربة. التغطية في قاعدة البيانات هذه عالمية؛ وفالمنشورات العلمية فيها من 125 دولة. وتغطي النطاق الزمني لمدة 30 عامًا، وبها 180 ألف ملخص بحثي عضوي، بالإضافة إلى إضافة قرابة 8000 سجل سنويًا. ييوجد أيضًا ربط بالمقالات النصية الكاملة، وعمليات البحث الموجهة، وتصنيف الموضوعات على نطاق واسع إلى جانب تحسين الموضوعات. كما تقوم الهيئة الاستشارية التحريرية لقاعدة البيانات هذه أيضًا بتكليف المراجعات المتعلقة بالزراعة العضوية.

## مستودع النصوص الكاملة لـ CABI
جرى دمج مستودع النصوص الكاملة لـ CABI في جميع قواعد بيانات CABI بما في ذلك ملخصات CAB والأرشيف الصحي العالميي. كلتا هاتين المجلتين مجلتان مطبوعتان وأخرى إلكترونية. وتشمل التغطية 770 ألف مقالة نصية كاملة، من خلال اتفاقيات مع ناشرين تابعين لجهات خارجية. 80% من المحتوى حصري لـ CABI.
يتكون مستودع النص الكامل من 50% من المقالات الصحفية، ونسبة متساوية من أوراق المؤتمرات، ويجري أيضًا تضمين المنشورات الأخرى التي يمكن الوصول إليها. 80% من المقالات باللغة الإنجليزية وتشمل التغطية 56 دولة. تتضمن قاعدة البيانات هذه أيضًا مواد ذات صلة ولكن من الصعب العثور عليها والتي تتقاطع مع تخصصات تتكون من الزراعة والصحة وعلوم الحياة. إمكانية الوصول للمنشورات السائدة والمواد التي يصعب العثور عليها ذات الصلة هي إمكانية متساوية.
يجري فهرسة مستودع النص الكامل CABI في قواعد بيانات أخرى، والتي تعمل أيضًا كنقط وصول، وتتكون من Web of Knowledge (Thomson Reuters)، و CAB Direct، وOvidSP، وDialog، وDimdi، وEBSCOhost.